# Time (canção de O.Torvald)
Time é uma canção da banda O.Torvald. Eles irão representar a Ucrânia no Festival Eurovisão da Canção 2017.